# 児玉明子
児玉 明子（こだま あきこ、1974年 - ）は、日本の演出家である。元宝塚歌劇団所属。

## 人物
東京都生まれ。慶應義塾女子高等学校を経て、慶應義塾大学法学部政治学科を卒業。
1997年、宝塚歌劇団に演出助手として就職し、翌年、宝塚バウホール公演『Endless Love』で演出家デビューした。2007年（平成19年）には、『シークレット・ハンター』で大劇場作品デビュー。
2010年、文化庁文化部芸術文化課支援のプログラム「平成21年度新進芸術家海外研修制度」にてカナダのモントリオールに留学。同年より劇団の機関雑誌「歌劇」で「LOVE LETTER from CANADA」というエッセイを連載した。
2013年、宝塚歌劇団を退職。
現在は、一般社団法人日本2.5次元ミュージカル協会個人会員。

## 宝塚歌劇団での舞台作品

### 作・演出
- バウ・インドロマン『Endless Love―永遠の愛―』（1998年・1999年 花組 宝塚バウホール・愛知厚生年金会館、日本青年館 主演：伊織直加）＊演出家デビュー作
- バウ・シェイクスピア江戸狂言『冬物語』（1999年・2000年 花組 宝塚バウホール・日本青年館 主演：春野寿美礼）
- 『月夜歌聲（ツキヨノウタゴエ）―闇の中から光が生まれる―』（2000年 雪組 シアター・ドラマシティ、赤坂ACTシアター 主演：湖月わたる）
- 『聖なる星の奇蹟―いつか出会う君に―』（2002年 - 2003年、宙組 シアター・ドラマシティ、赤坂ACTシアター 主演：和央ようか）
- 『天の鼓―夢幻とこそなりにけれ―』（2004年 - 2005年 花組 シアター・ドラマシティ、日本青年館 主演：春野寿美礼）
- 『龍星―闇を裂き天翔けよ。朕は、皇帝なり―』（2005年 星組 シアター・ドラマシティ、日本青年館 主演：安蘭けい）
- バウ・ミュージカル『想夫恋―言の葉もなき、君の心―』（2006年 月組 宝塚バウホール 主演：北翔海莉）
- ミュージカル『シークレット・ハンター―この世で、俺に盗めぬものはない―』（2007年 星組 宝塚大劇場、東京宝塚劇場、博多座 主演：安蘭けい）＊大劇場デビュー作
- バウ・ピュア・ストーリー『忘れ雪』（2009年 雪組 宝塚バウホール、日本青年館 主演：音月桂）
- バウ・ミュージカル『メイちゃんの執事－私（わたくし）の命に代えてお守りします－』（2011年 星組 宝塚バウホール、日本青年館 主演：紅ゆずる）
- ミュージカル『仮面の男』（2011年 雪組 宝塚大劇場、東京宝塚劇場 主演：音月桂）

### 演出のみ
- バウ・ワークショップ『春ふたたび』（2003年 月組 宝塚バウホール 主演：月船さらら）
- バウ・ワークショップ『恋天狗』（2003年 雪組 宝塚バウホール 主演：音月桂）

### ディナーショーの構成・演出
- 瀬奈じゅんディナーショー『0-ZERO-』（2009年 ホテル阪急インターナショナル、ホテルグランドパレス）

### 新人公演担当
- 1997年 星組『ダル・レークの恋』
- 1999年 星組『我が愛は山の彼方に』[7]
- 2001年 星組『ベルサイユのばら2001』[8]
- 2002年 月組『ガイズ&ドールズ』
- 2002年 雪組『追憶のバルセロナ』[9]
- 2003年 月組『シニョール ドン・ファン』[10]
- 2003年 花組『野風の笛』[11]
- 2003年 宙組『白昼の稲妻』[12]
- 2004年 星組『1914／愛』[13]
- 2004年 月組『飛鳥夕映え－蘇我入鹿－』[14]
- 2006年 星組『愛するには短すぎる』[15]
- 2007年 花組『アデュー・マルセイユ』[16]
- 2008年 宙組『黎明の風』[17]
- 2012年 花組『復活』[18]
- 2012年 宙組『銀河英雄伝説@TAKARAZUKA』[19]

### 演出助手
（　）内は演出家
- 1997年 星組『魅惑II』（演出：岡田敬二）、星組『ダル・レークの恋』（酒井澄夫）
- 1998年 雪組『LET'S JAZZ』（草野旦）、香港公演『夢幻宝寿頌』（植田紳爾）、香港公演『This is TAKARAZUKA!』（三木章雄）、雪組『ICARUS』（植田景子、バウホール）、星組『皇帝』（植田紳爾）、月組『永遠物語』（草野旦、バウホール）
- 1999年 星組『我が愛は山の彼方に』（谷正純）、星組『エピファニー』（大野拓史）（バウホール）
- 2000年 星組『聖者の横顔』（荻田浩一、バウホール）、星組『美麗猫』（三木章雄）、雪組『デパートメント・ストア』（正塚晴彦）
- 2001年 雪組『パッサージュ』（荻田浩一）、星組『ベルサイユのばら2001』（植田紳爾・谷正純）
- 2002年 月組『ガイズ＆ドールズ』（三木章雄）、雪組『追憶のバルセロナ』（正塚晴彦）、宙組『鳳凰伝』（木村信司）
- 2003年 月組『春ふたたび』（荻田浩一、バウホール）、雪組『春ふたたび』（大野拓史、バウホール）、宙組『満天星大夜總会』（齋藤吉正）、月組『シニョール ドン・ファン』（植田景子）、花組『野風の笛』（谷正純）、宙組『白昼の稲妻』（荻田浩一）、星組『厳流』（齋藤吉正、バウホール）
- 2004年 星組『1914／愛』（谷正純）、月組『飛鳥夕映え』（大野拓史）
- 2005年 花組『くらわんか』（谷正純、バウホール）、星組『ソウル・オブ・シバ!!』（藤井大介）
- 2007年 花組『アデュー・マルセイユ』（小池修一郎）
- 2008年 月組『グレート・ギャツビー』（小池修一郎、日生劇場）

## 宝塚歌劇団以外での舞台作品
- 新国立劇場バレエ団『カルメン』（台本）（2005年3月25～27日、新国立劇場中劇場）
- 横浜能楽堂特別企画公演「平成版 浄瑠璃姫物語」 脚本：児玉明子（2011年10月22日、横浜能楽堂）
- 天野喜孝×IPPEI×DANCE OPERA「魔笛（MATEKI）」演出：児玉明子（2013年8月25日、サンケイホールブリーゼ）
- 劇団つきかげ プレ旗揚げ公演『女海賊ビアンカ』原作・原案：美内すずえ　脚本・演出：児玉明子（2013年11月27 - 12月1日、AiiA Theater Tokyo）
- eNカンパニー 旗揚げ公演『The Last Minute』脚本・演出：児玉明子（2014年1月8日 - 1月9日、横浜赤レンガ倉庫1号館 ）
- 劇団つきかげ リニューアル大阪公演『女海賊ビアンカ』原作・原案：美内すずえ　脚本・演出：児玉明子（2014年4月19日 - 4月20日、森ノ宮ピロティホール）
- ミュージカル『ファウスト～愛の剣士たち～』原作：手塚治虫～『ファウスト』『百物語』上演台本・歌詞：児玉明子（【東京公演】2014年6月27日 - 7月7日、AiiA Theater Tokyo、【大阪公演】2014年7月12日 - 7月13日　森ノ宮ピロティホール）
- Théâtre de Yûhi Vol.1『La Vie －彼女が描く、絵の世界』脚本・演出：児玉明子（東京公演：2014年7月31日 - 8月3日、天王洲 銀河劇場、大阪公演：2014年8月22日 - 8月24日、梅田芸術劇場シアター・ドラマシティ）
- ライブ・スペクタクル『NARUTO -ナルト-』（2015年3月21日 - 4月5日 AiiA 2.5 Theater Tokyo、4月10日 - 4月12日 キャナルシティ劇場、4月17日 - 4月19日 梅田芸術劇場、4月23日 - 4月25日 多賀城市民会館、4月29日 - 5月10日 AiiA 2.5 Theater Tokyo）
- 舞台『GOKÛ』（2016年2月16日 - 28日、AiiA 2.5 Theater Tokyo）[20]
- 舞台『FAIRY TAIL』（2016年4月30日 - 5月9日、サンシャイン劇場）[21]
- 舞台「デルフィニア戦記 第一章」脚本・演出（2017年1月20日 - 29日、天王洲 銀河劇場）[22]
- ライブ・インパクト「進撃の巨人」演出（2017年7月28日 - 9月3日、舞浜アンフィシアター）※全公演中止[23]
- ミュージカル「『少女☆歌劇 レヴュースタァライト -The LIVE-』#1」演出（2017年9月22日 - 24日、AiiA 2.5 Theater Tokyo）[24]
- ミュージカル「黒執事」-Tango on the Campania-」演出（2017年12月31日 - 2018年2月12日、TBS赤坂ACTシアター 他）[25]
- ミュージカル「恋する♡ヴァンパイア」演出（2018年3月9日 - 4月1日、天王洲 銀河劇場 他）[26]
- ミュージカル「アメリ」演出（2018年5月18日 - 6月10日、天王洲 銀河劇場 他）
- 舞台「『銀河鉄道999』～GALAXY OPERA～」演出（2018年6月23日 - 7月29日、明治座 他）[27]
- 舞台「マギアレコード 魔法少女まどか☆マギカ外伝」演出（2018年8月24日 - 9月9日、TBS赤坂ACTシアター）
- 舞台「デルフィニア戦記〜動乱の序章〜」脚本・演出（2018年12月8日 - 12月13日、渋谷区文化総合センター大和田）
- 舞台「デルフィニア戦記〜獅子王と妃将軍〜」脚本・演出（2019年6月19日 - 6月23日、東京ドームシティシアターGロッソ）
- 舞台「BLOODY SHADOWS」（2020年11月5日 - 11月8日、シアター1010 / 11月19日 - 11月23日、COOL JAPAN PARK OSAKA WWホール）
- 舞台「ウマ娘 プリティーダービー」〜Sprinters’ Story〜（2023年1月15日 - 1月29日、ステラボール）
- ステージ『エロイカより愛をこめて』演出（2023年5月11日 - 14日、渋谷区文化総合センター大和田 さくらホール）[28]
- 「ROCK MUSICAL BLEACH」〜Arrancar the Beginning〜 脚本・演出（2024年5月12日 - 5月26日、天王洲銀河劇場 / 5月31日 - 6月2日、COOL JAPAN PARK OSAKA WWホール）[29]
- 「ROCK MUSICAL BLEACH」〜Arrancar the Final〜 脚本・演出（2025年2月8日 - 2月24日、天王洲 銀河劇場 / 3月1日 - 3月9日：COOL JAPAN PARK OSAKA WWホール）[30]

## 講演
- 朝日カルチャーセンター「表現者ノマド【新設】宝塚、そして新たな舞台を語る」（2014年7月11日、住友ビル地下1階住友ホール）－講師